# Cellar Dreams
Albums de Jad Wio
Live à la Dolce Vita
(1986)
Cellar Dreams est le premier album du groupe de rock français Jad Wio. Sorti en 1986 sur le label du studio Garage, cet album réunit des morceaux des premiers mini-LP, ainsi que des nouveautés et des reprises (Paint It, Black des Rolling Stones). 
Les chansons de l'album sont presque toutes écrites en anglais, ce qui n'est pas la démarche habituelle du groupe. Les paroles sont écrites par Bortek, la musique composée en collaboration avec le guitariste K-Bye ; les titres sont signés "Jad Wio". 
Si ces chansons ne sont pas les plus célèbres de l'œuvre du groupe, certaines, comme You're gonna miss me ou Paint it black sont encore reprises par Bortek et K-Bye en concert. 
L'album est réédité en 2005 par le label Garage, accompagné du deuxième album Contact, dans un double-album remasterisé "Garage_sessions # 1"

## Titres

### Face A
1. You're Gonna Miss Me (13th Floor Elevators) (4:48)
2. Taiba (4:01)
3. Bugs (4:03)
4. Walk in the sky with diamonds (Run version) (4:15)
5. Colors in my dream (6:36)

### Face B
1. Cellar dance (4:16)
2. The ballad of Candy Valentine (5:16)
3. Young girl (After mix) (4:01)
4. Rythm'n box bunny (4:44)
5. Paint It, Black (Rolling Stones) (4:22)